# Sonorización y ensordecimiento
En fonología y fonética, la sonorización es un cambio fonético o fonológico en el que una consonante sorda pasa articularse como consonante sonora debido a la influencia del entorno sonoro; mientras que el cambio opuesto se denomina ensordecimiento (desonorización), ambos tipos de cambio generalmente son casos particulares de asimilación fonética (aunque también pueden darse en posición final o en contacto con ciertas vocales).

## Ensordecimientos y sonorizaciones en diversas lenguas

### Lenguas romances

#### Español
En el español europeo, la /s/ implosiva de final de sílaba se asimila en sonoridad a la consonante siguiente, de manera que se realiza como [z] o [s̬] ante consonante sonora (y también ante líquida o nasal). Por ejemplo, «desde» (AFI: [ˈdezð̞e]~AFI: [ˈdes̬ð̞e]), pero «hasta» (AFI: [ˈasta]).

#### Catalán
En catalán estándar, una consonante final seguida de otra palabra que empieza por consonante asimila su sonoridad a la de la palabra siguiente:
tub metàl·lic [ˈtub.məˈtaɫːik] 'tubo metálico' / tub quadrat [ˈtup.kwəˈð̞ɾat] 'tubo cuadrado'
tap metàl·lic [ˈtab.məˈtaɫːik] 'tapón metálico' / tap quadrat [ˈtap.kwəˈð̞ɾat] 'tapón cuadrado'

### Lenguas germánicas

#### Inglés
En inglés, el sufijo de plural /-s/ que se articula usualmente como [s] cuando sigue a una consonante sorda (cats 'gatos' se pronuncia [kats]), aunque sufre una asimilación progresiva y se articula como sonora (dogs 'perros' se pronunica [dogz]). El ejemplo anterior muestra un ejemplo de asimilación progresiva de sonorización, pero también existen ejemplos de sonorización y ensordecimiento que son asimilaciones regresivas, donde es la primera consonante la que se asimila a la sonoridad de la segunda (por ejemplo en inglés have to [hæftə]).
En inglés ha dejado de ser productivo el proceso de sonorización de las fricativas en posición final, como los que se encuentran en parejas de palabras nombre-verbo o plurales de nombres, que en otra época si presentaban alternacias entre sorda y sonara:
- belief - believe 'creencia - creer'
- life - live 'vida - vivir'
- proof - prove 'prueba, demostración - probar, demostrar'
- strife - strive 'conflicto - batallar'
- thief - thieve 'ladrón - robar'
- bath (pronunciado [θ]) - bathe ([ð]) 'baño - bañar'
- breath ([θ]) - breathe ([ð]) 'inhalación - respirar'
- mouth ([θ]) - mouth ([ð]) 'boca - hablar'
- sheath ([θ]) - sheathe ([ð]) 'vaina - envainar'
- wreath ([θ]) - wreathe ([ð]) 'espiral - rodear'
- house ([s]) - house ([z]) 'casa - alojar'
- use ([s]) - use ([z]) 'uso - usar'

Sincrónicamente, la asimilación en las junturas de morfemas todavía es productiva, como en:
- cat + s → cats
- dog + s → do[ɡz]
- miss + ed → mi[st]
- whizz + ed → whi[zd]

La alternancia de sonoridad sigue presente en la formación del plural del inglés moderno. Las alternancias mostradas más abajo muestran que muchos hablantes retienen las diferencias entre [f]-[v] que es reflejada en la ortografía. Esta sonorización es una retención que se remonta al antiguo anglosajón donde las consonantes sordas entre vocales experimentaban sonorización automática.

#### Alemán y neerlandés
En alemán toda consonante final antes de pausa pasa a ser articulada como sorda:
fertig [ˈfɛʶtʿɪç] 'listo, acabado'
Rad [ʀɑːtʰ] o [ʁɑːtʰ] 'rueda'
Este ensordecimiento de las finales del alemán es común en otras lenguas germánicas como el neerlandés e incluso en lenguas eslavas como el ruso o el polaco.
Además el alemán, el neerlandés o el yiddish han experimentado un cambio fonológico histórico por el cual algunas consonantes inicialmente sordas se articulan como sonoras o como parcialmente sonoras: alemán sagen [ˈz̥ɑːgŋ̩], yiddish זאָגן [ˈzɔɡn̩] y neerlandés zeggen [ˈzɛɣə] (todos ellos significan 'decir') empiezan con [z], que deriva de una antigua [s] histórica, como puede apreciarse en los cognados del inglés say, el sueco säga [ˈsɛjːa] y el islandés segja [ˈseiːja].

### Lenguas eslavas
En muchas lenguas como el polaco o el ruso, existe asimilación anticipatoria de voz con el segmento contiguo. En las obstruyentes sordas que se sonorizan ante obstruyentes sonoras. Por ejemplo, en ruso
просьба 'petición' se pronuncia [ˈprozʲbə] (en lugar de *[ˈprosʲbə]) y en polaco prośba 'petición' se pronuncia [ˈprɔʑba] (en lugar de *[ˈprɔɕba]). Este proceso puede traspasar fronteras morfémicas, por ejemplo en ruso дочь бы [ˈdod͡ʑ bɨ] '[la] hija querría'. El tipo opuesto de asimilación anticipatoria se da en las obstruyentes sonoras ante obstruyentes sordas: обсыпать [ɐˈps̪ɨpətʲ].
Además de esta asimilación anticipatoria al tipo de sonoridad [±sonoro] tanto el ruso, como el polaco presentan el mismo tipo de desonorización de consonantes finales que el alemán: en estas lenguas las obstruyentes finales situadas en coda silábica a final de palabra se articulan como sorda, si no son seguidas por ninguna otra palabra.